# Отворено првенство Србије у тенису
Отворено првенство Србије (познат и као Србија опен, енгл. Serbia Open) је тениски АТП турнир и део je АТП 250 серије. Овај тениски турнир се одржава у Београду, на тениском комплексу спортског центра Милан Гале Мушкатировић. Ранијих година играо се на отвореном простору, на шљаци. Турнир је први пут одржан 2009. године, у периоду од 4. до 10. маја. То је први пут да се у Србији одржава турнир овог нивоа.
Домаћин такмичења био је српски тенисер Новак Ђоковић. Његова породица је откупила датумско право одржавања АТП турнира од претходног организатора, Отвореног првенства Холандије. Поред породице Ђоковић, Влада Србије је такође допринела и подржала овај турнир. Директор турнира био је Новаков стриц Горан.
Новак Ђоковић био је двоструки освајач титуле у родном граду, а последњи шампион био је Андреас Сепи.
Враћањем лиценце Асоцијацији тениских професионалаца 2013. године, турнир Србија опен је званично престао да постоји после четири године одржавања.
Преузимањем лиценце од Отвореног првенства Мађарске, Србија опен се 2021. вратио у календар АТП-а, и то у термину од 19. до 25. априла. У недељи пред Ролан Гарос, од 22. до 29. маја планирано је одржавање још једног АТП 250 турнира у Београду.
Поред АТП турнира, од 16. до 22. маја 2021. овде је игран и први WTA турнир у Србији који припада WTA 250 серији.
Tурнир Србија опен је привремено 2023. године измјештен из Београда у Бању Луку.

## Протекла финала

### Мушкарци појединачно
| Година     | Победник          | Финалиста        | Резултат           |
| ---------- | ----------------- | ---------------- | ------------------ |
| 2009.      | Новак Ђоковић     | Лукаш Кубот      | 6:3, 7:6(7:0)      |
| 2010.      | Сем Квери         | Џон Изнер        | 3:6, 7:6(7:4), 6:4 |
| 2011.      | Новак Ђоковић (2) | Фелисијано Лопез | 7:6(7:4), 6:2      |
| 2012.      | Андреас Сепи      | Беноа Пер        | 6:3, 6:2           |
| 2013–2020. | Није се одржавао  | Није се одржавао | Није се одржавао   |
| 2021.      | Матео Беретини    | Аслан Карацев    | 6:1, 3:6, 7:6(7:0) |
| 2022.      | Андреј Рубљов     | Новак Ђоковић    | 6:2, 6:7(4:7), 6:0 |

### Жене појединачно
| Година | Победница    | Финалисткиња | Резултат           |
| ------ | ------------ | ------------ | ------------------ |
| 2021.  | Паула Бадоса | Ана Коњух    | 6:2, 2:0 (предаја) |

### Мушки парови
| Година     | Победник                             | Финалиста                         | Резултат         |
| ---------- | ------------------------------------ | --------------------------------- | ---------------- |
| 2009.      | Лукаш Кубот Оливер Марах             | Јохан Брунстрем Жан-Жилијен Ројер | 6:2, 7:6(7:3)    |
| 2010.      | Сантијаго Гонзалез Травис Ретенмајер | Томаш Беднарек Матеуш Ковалчик    | 7:6(8:6), 6:1    |
| 2011.      | Франтишек Чермак Филип Полашек       | Оливер Марах Александар Пеја      | 7:5, 6:2         |
| 2012.      | Јонатан Ерлих Анди Рам               | Мартин Емрих Андреас Силјестрем   | 4:6, 6:2, [10:6] |
| 2013–2020. | Није се одржавао                     | Није се одржавао                  | Није се одржавао |
| 2021.      | Иван Сабанов Матеј Сабанов           | Аријел Бехар Гонзало Ескобар      | 6:3, 7:6(7:5)    |
| 2022.      | Аријел Бехар Гонзало Ескобар         | Никола Мектић Мате Павић          | 6:2, 3:6, [10:7] |

### Женски парови
| Година | Победнице                         | Финалисткиње                  | Резултат |
| ------ | --------------------------------- | ----------------------------- | -------- |
| 2021.  | Александра Крунић Нина Стојановић | Грет Минен Алисон ван Ојтванк | 6:0, 6:2 |

## Рекорди

### Највише титула у појединачној конкуренцији
- Новак Ђоковић: 2 (2009, 2011)

### Најстарији победник у појединачној конкуренцији
- Андреас Сепи: 28 година (2012)

### Најмлађи победник у појединачној конкуренцији
- Новак Ђоковић: 21 година (2009)

### Највише рангирани шампион
- Новак Ђоковић: 2. место на АТП листи (2011)

### Најниже рангирани шампион
- Андреас Сепи: 46. место на АТП листи (2012)

### Највише добијених мечева
- Новак Ђоковић: 13[11]

Извор: